# Duane Wilson
Duane Wilson (Milwaukee, Wisconsin, 22 de septiembre de 1994) es un baloncestista estadounidense que pertenece a la plantilla del Defensor Sporting Club de la LUB, el primer nivel del baloncesto uruguayo. Con 1,91 metros de estatura, juega en la posición de escolta.

## Trayectoria deportiva

### Universidad
Tras lesionarse gravemente en la pierna y perderse el que iba a ser su primer año universitario, jugó tres temporadas con los Golden Eagles de la Universidad Marquette, en las que promedió 9,6 puntos, 2,3 rebotes 2,1 asistencias y 1,2 robos de balón por partido. En su primera temporada fue incluido en el mejor quinteto de rookies de la Big East Conference.
Tras graduarse en Marquette, y como tenía la opción de jugar un año más en el baloncesto universitario, lo hizo con los Aggies de la Universidad de Texas A&M, en la que acabó promediando 9,0 puntos y 4,0 asistencias por encuentro, antes de lesionarse gravemente en el mes de febrero, al romperse el ligamento cruzado anterior, que le hizo perderse todo un año.

### Profesional
Después de no ser elegido en el Draft de la NBA de 2018, pasó todo un año convaleciente de su lesíón, hasta que en agosto de 2019 firmó su primer contrato profesional con los Nürnberg Falcons de la ProA, el segundo nivel del baloncesto alemán. Hasta el parón por la pandemia del covid 19 promedió 18,3 puntos, 4,2 asistencias y 2,3 rebotes por partido.